# Typhlomangelia
Typhlomangelia is een geslacht van weekdieren uit de klasse van de Gastropoda (slakken).

## Soorten
- Typhlomangelia adenica Sysoev, 1996
- Typhlomangelia cariosa (Watson, 1886)
- Typhlomangelia fluctuosa (Watson, 1881)
- Typhlomangelia lincta (Watson, 1881)
- Typhlomangelia magna (Maxwell, 1969) †
- Typhlomangelia maldivica Sysoev, 1996
- Typhlomangelia nivalis (Lovén, 1846)
- Typhlomangelia nodosolirata (Suter, 1917) †
- Typhlomangelia polythele Barnard, 1963
- Typhlomangelia powelli (Maxwell, 1988) †
- Typhlomangelia pyrrha (Watson, 1881)
- Typhlomangelia vexilliformis (P. Marshall & R. Murdoch, 1923) †